# Sachapuyos
Los sachapuyos, también llamados chachapoyas, fueron un pueblo que vivió en la misma época que los incas, al norte de lo que ahora es el Perú; llegaron a formar una nación aguerrida y progresista que fue respetada y temida pues eran hombres de recia contextura. Prueba de esto se encuentran en su oposición a ser incorporados al imperio del Tahuantisuyo. Por ello el Inca Túpac Yupanqui decidió conquistarlos por la fuerza encontrando una obstinada y terca defensa que no pudo vencer. Fue el Inca Huayna Cápac, en los años finales del imperio quién por fin logró la ansiada conquista. Pero murió ajusticiado en Tumipampa (hoy en Ecuador) por dos guerreros Sachapuyos salidos de Leymebamba.

## Historia
El Inca Garcilaso de la Vega, elogió a los Sachapuyos, cuyo color rosado, de origen hasta ahora desconocido, llamaba la atención desde el tiempo de los incas. Lo mismo sorprende a los españoles además de la hermosura de las mujeres, como refiere el cronista Antonio Herrera; ratifica lo afirmado el único y famoso Drama Inca: Ollanta, el que se inspiró en el amorío del Inca con una Sachapuya de Levanto. También los españoles tuvieron serias dificultades para conquistar este pueblo, por la guerrera actitud de sus gentes, teniendo que vencer la oposición bélica y política del curaca Huamán, no sin grandes esfuerzos. Es precisamente una guerrera sachapuya la que pone el punto final a la dominación española en la batalla de Higos Urco: Matiaza Rimachi, heroína amazónica Sachapuya.
Con el paso del tiempo esta cultura ha demostrado sus grandezas y la majestuosidad de su historia a pesar de que se sabe que faltan muchas cosas por desvelar. Hay muy poca información sobre los descendientes del monarca de la cultura Chachapoyas. Se dice que su descendencia no se extinguió. Hay una pequeña historia donde se dice que un descendiente fue llevado a un pueblo llamado Jalca. Esta persona, que vivía bajo los castigos de los españoles, optó por escapar del pueblo, llegando al departamento de Cajamarca (provincia de Cutervo) donde se dice que todavía viven en un distrito llamado Querecotillo llevando el apellido Sacha Puyo, que en castellano significa "hombre de las nubes".  

### Departamento de Amazonas
Ya en la república, y sobre parte de Territorio de los Sachapuyos se crea el departamento de Amazonas mediante Ley s/n, expedida por el Gobierno del General Gamarra, promulgada el 21 de noviembre de 1832, con las provincias de Chachapoyas, Pataz y Maynas. Posteriormente estas dos últimas provincias fueron incorporadas a los departamentos de La Libertad y Loreto, respectivamente. Luego, 74 años más tarde, se crea el Departamento de San Martín, el 4 de septiembre de 1906, con las provincias de Moyobamba, Huallaga y San Martín (Tarapoto), tomando un tercio del territorio demarcado y perteneciente, hasta ese entonces, al departamento de Amazonas. De este modo se va desmembrando el territorio natal, ocupado, articulado, desarrollado y defendido por la etnia, pueblo y cultura sachapuyo. Durante el gobierno del Dr. Manuel Prado, se construyó e inauguró la carretera que une Amazonas con la gran vía de penetración Olmos-Marañón, con esta carretera la región se “integra” al país, empezando la ocupación desordenada del rico territorio Sachapuyo, la que toma velocidad de vértigo 40 años después con la construcción de la carretera “Marginal de la Selva”.

### Fortaleza de Kuélap
La fortaleza de Kuélap, actualmente, es el monumento más representativo de esa época, esta arquitectura militar demuestra que los hombres de estos territorios, alcanzaron un alto grado de civilización. También poco a poco se van develando centros poblacionales y militares de esta gran cultura y pueblo: Pitaya y Chipuric, Revash, La congona (antigua Leymebamba), Los Chilchos, Caserones de Atuen, Gran Vilaya, Purunllacta, Yalape, laguna de los cóndores (Leymebamba),entre otras.
- Datos: Q6116667